# Facultad de Ciencias Sociales y Económicas de la Universidad Católica del Maule
La Facultad de Ciencias Sociales y Económicas (FACSE) es un centro académico perteneciente a la Universidad Católica del Maule (UCM) ubicado en los Campus San Miguel de Talca y Campus Nuestra Señora del Carmen de Curicó (Región del Maule, Chile). Fue creada en 2011 por el que fuera electo como primer decano, el académico Dr. Rodrigo Salcedo Hansen, en conjunto con los académicos Dr. Marcelo Piña y la Dra. Claudia Concha.

## Historia
Los antecedentes de esta se encuentran en la creación de Escuela de Trabajo Social en la ciudad de Curicó, la cual comenzó a impartir clases en marzo de 1994. Esto se pudo concretar gracias a que el Consejo Superior de la recién creada Universidad Católica del Maule (1991), acordara la creación de la escuela en las Sesiones Ordinarias 06/93 del 25 de junio de 1993 y 08/93 del 5 de noviembre de 1993. Así, la primera carrera de la futura FACSE se crearía bajo el Decreto de Rectoría N° 13/96, la cual se denominaría Plan de Estudios del Asistente Social, Licenciado en Trabajo Social, recibiendo modificaciones en su malla curricular por el Decreto de Rectoría N° 13/97.
Para el 27 de octubre de 2010, el Consejo Superior establece la necesidad de creación de la Facultad de Ciencias Sociales y Económicas, lo cual se dispone en el Decreto de Rectoría N° 99/2010. Con esta nueva organización administrativa se unen el Instituto de Ciencias Sociales y el Departamento de Economía y Administración, este último dependiente por aquel entonces de la Facultad de Ciencias de la Ingeniería de la misma casa de estudios.
Al año siguiente comenzó su funcionamiento formal, con el nombramiento del primer decano Rodrigo Salcedo.

## Autoridades de la Facultad

### Decanos
| Decano                       | Periodo Administrativo |
| ---------------------------- | ---------------------- |
| Rodrigo Salcedo Hansen       | 2011-2015              |
| Patricio Oliva Lagos         | 2015-2024              |
| María Haydée Fonseca Mairena | 2024-Actualidad        |

## Organización de la Facultad

### Departamentos[3]
- Departamento de Ciencias Sociales.
- Departamento de Economía y Administración.

### Escuelas
- Escuela de Trabajo Social - Curicó y Talca.[4]
- Escuela de Contabilidad y Auditoría - Curicó.
- Escuela de Sociología - Talca.
- Escuela de Ingeniería Comercial - Talca.
- Escuela de Contabilidad y Auditoría - Talca.
- Escuela de Administración Pública - Curicó.
- Escuela de Derecho - Talca.

## Estudios

### Programas de pregrado[5]
- Licenciatura en Trabajo Social.
- Licenciatura en Contabilidad y Auditoría.
- Bachillerato en Ciencias Sociales y Económicas.
- Licenciatura en Sociología.
- Licenciatura en Ciencias de la Administración.
- Licenciatura en Administración Pública.
- Licenciatura en Ciencias Jurídicas.

### Programas de extensión
- Diplomado en Gestión Pública con mención en Compras Públicas y/o Educación.
- Diplomado en Mediación Familiar.

### Programas de posgrado[6]
- Magíster en Políticas Públicas y Procesos Socioterritoriales.
- Magíster en Gestión de Organizaciones.
- Doctorado en Ciencias Sociales.

## Centros de Investigación y Proyectos

### Centros de estudios[7]
- Centro de Estudios Urbano Territoriales (CEUT).[8]
- Centro de Estudios y Desarrollo Regional (CEDERE).[9]

### Proyectos
- Observatorio Laboral del Maule.[10]

## Egresados destacados
| Egresado                   | Formación              | Descripción |
| -------------------------- | ---------------------- | --- |
| Cristina Bravo Castro      | Trabajo Social         | Trabajadora Social y política, militante del Partido Demócrata Cristiano. Gobernadora de la Región del Maule, tras las primeras elecciones del cargo público en 2021.                                                               |
| Rodrigo Díaz Worner        | Trabajo Social         | Trabajador Social, abogado y político, exmilitante del Partido Demócrata Cristiano, actualmente independiente pro-Unidad Constituyente. Gobernador de la Región del Biobio, tras las primeras elecciones del cargo público en 2021. |
| Jonnathan Opazo Hernández  | Sociología             | Poeta, escritor y sociólogo. Premio Roberto Bolaño 2016, en la categoría cuento. |
| Carolina Loren Vásquez     | Trabajo Social         | Trabajadora Social, política y Docente Universitaria. Ex-SEREMI de las Culturas, Artes y Patrimonio de la Región del Maule. |
| Alejandra Inostroza Correa | Trabajo Social         | Trabajadora Social y Docente Universitaria. Actual académica e investigadora en la Escuela de Trabajo Social de Pontificia Universidad Católica de Chile.                                                                           |
| María Vinka Moyano Yugovic | Trabajo Social         | Trabajadora Social y docente universitaria. Actual académica en la Escuela de Trabajo Social de la Universidad San Sebastián, Sede Santiago.                                                                                        |
| José Olivares Quiroz       | Administración Pública | Administrador Público y político. Actual concejal de la Comuna de Colbún. |
| Miguel Rojas Soto          | Administración Pública | Administrador Público y político. Electo como Consejero Constituyente por la Circunscripción 9, Región del Maule (2023). |